# Kuala Simpang Ulim

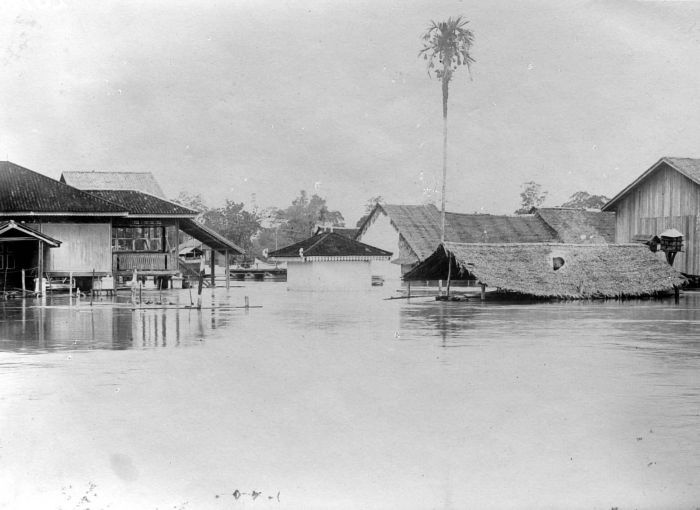
Door de overstroomde rivier Kede zijn huizen ondergelopen te Koealasimpang, Atjeh, Noord-Sumatra (1907).

Kuala Simpang Ulim is een plaats in het bestuurlijke gebied Aceh Timur in de provincie Atjeh, Indonesië. Het dorp telt 966 inwoners (volkstelling 2010).